# Petworth
Petworth este un oraș în comitatul West Sussex, regiunea South East England, Anglia. Orașul se află în districtul Chichester.